# صباح فخري
صباح فخري (2 مايو 1933 - 2 نوفمبر 2021)، مُطربٌ سوريٌّ، يُعدُّ من مشاهير الغناء في سوريا والوطن العربي، فنان ومغنٍ من أعلام الموسيقى الشرقية، وفخري ليست نسبته وإنما هي تقديراً لفخري البارودي الذي رعى موهبته.

## مولده ونشأته
ولد صباح الدين أبو قوس في يوم 2 أيار عام 1933، في مدينة حلب السورية أحد أهمّ مراكز الموسيقى الشرقية العربية.
ظهرت موهبته في العقد الأول من عمره، ودرس الغناء والموسيقى مع دراسته العامة في تلك السن المبكرة في معهد حلب للموسيقى وبعد ذلك في معهد دمشق، تخرّج من المعهد الموسيقي الشرقي عام 1948 بدمشق، بعد أن درس الموشّحات والإيقاعات ورقص السماح والقصائد والأدوار والصولفيج والعزف على العود ومن أساتذته أعلام الموسيقى العربية وكبار الموسيقيين السوريين الشيخ علي الدرويش والشيخ عمر البطش ومجدي العقيلي ونديم وإبراهيم الدرويش ومحمد رجب وعزيز غنّام. كان في شبابه موظفاً بأوقاف حلب ومؤذِّناً في جامع الروضة هناك.

## نشاطه الفني
صباح فخري واحد من أعلام الغناء العرب، اشتهر في أنحاء الوطن العربي والعالم وفي السجلات العالمية للمطربين كأحد أهمّ مطربي الشرق، أقام صباح فخري حفلات غنائية في بلدان عربية وأجنبية كثيرة وطاف العالم وتربّع على عرش فن الغناء والقدود الحلبية.

## جوائزه وتكريمه
- شهادة تقديرية من محافظ مدينة لاس فيغاس في ولاية نيفادا مع مفتاح المدينة تقديراً لفنه وجهوده المبذولة لإغناء الحركة الفنية التراثية العربية.
- قُلِّدَ كذلك مفتاح مدينة ديترويت في ولاية ميشيغان ومفتاح مدينة ميامي في ولاية فلوريدا مع شهادة تقديرية.
- أقامت جامعة U.C.L.A حفل تكريم له في قاعة رويس فقدمت له شهادات التقدير لأنه حمل وما زال يحمل لواء إحياء التراث الغنائي العربي الأصيل.
- كما غنّى في قاعة نوبل للسلام في السويد، وفي قاعة بيتهوفن في بون ألمانيا.
- وفي فرنسا غنى في قاعة قصر المؤتمرات بباريس، كما أقام عدّة حفلات على مسرح العالم العربي في باريس وعلى مسرح الأماندييه في نانتير.
- قام بجولة فنية ثقافية في بريطانيا حيث قدّم حفلات غنائية ومحاضرات عن الموسيقى والآلات العربية في كل من (لندن - يورك - كاردف - بيرمنجهام - شيستر فيلد - مانشستر - ديربي شاير - كوفينتوري).
- أقام له الرئيس الحبيب بورقيبة حفل تكريم وقلده وسام تونس الثقافي عام 1975.
- قدّم له السلطان قابوس وسام التكريم في 2000/2/5 تقديراً لعطاءاته وإسهاماته الفنية خلال نصف قرن من الزمن وجهوده وفضله في المحافظة على التراث الغنائي العربي.
- نال الميدالية الذهبية في مهرجان الأغنية العربية بدمشق عام 1978.
- نال جائزة الغناء العربي من دولة الإمارات العربية المتحدة باعتباره أحد أهم الروّاد الذين لا زالوا يعطون ويغنّون التراث الغنائي العربي الأصيل.
- كرّمته وزارة السياحة المصرية بجائزة مهرجان القاهرة الدولي للأغنية تقديراً لعطائه الفني الذي أثري ساحة الغناء العربي الأصيل الذي سيظل زاداً لإسعاد الأجيال القادمة من عشاق الفن الراقي.
- كرّمه مهرجان ومؤتمر الموسيقى العربية في مصر وقدّمت له كتب الشكر لمشاركته ومساهمته لعدّة سنوات في المهرجانات التي أقيمت على مسرح دار الأوبرا الكبير ومسرح الجمهورية في القاهرة ومسرح قصر المؤتمرات في الإسكندرية.
- من خلال مشاركته في مهرجان فاس للموسيقى العالمية العريقة في دورته العاشرة لعام 2004 قدّم له رئيس جمعية فاس سايس شهادة تقدير وشكر والعضوية الفخرية لمجلس إدارة المهرجان إجلالاً لفنه وعرفاناً بجهوده للحفاظ على التراث الموسيقي الغنائي العربي، كما قدّم له محافظ مدينة فاس مفتاح المدينة مع شهادة تقدير وشكر والعضوية الفخرية لمجلس المدينة وهذه هي أول مرة يمنح فيها مفتاح المدينة لفنان عربي أو أجنبي.
- قدّمت له المنظمة العربية للتربية والثقافة والعلوم في 2004/6/22 الجائزة التقديرية مع درع المنظمة ووثيقة الأسباب الموجبة لمنح الجائزة لحفاظه على الموسيقى العربية ونشرها.
- قلّده الرئيس بشار الأسد وسام الاستحقاق من الدرجة الممتازة في 12 شباط 2007 في دمشق وذلك تقديراً لفنّه وجهده في الحفاظ على الفنّ العربي الأصيل ولرفعه راية استمراريّة التراث الفنّي العربي الأصيل.

## أعماله الفنية
- الوادي الكبير: مع المطربة وردة الجزائرية.
- نغم الأمس: مع رفيق سبيعي وصباح الجزائري حيث سجّل ما يقرب من 160 لحن ما بين أغنية وقصيدة ودور وموشّح وموال وقدْ حفاظاً على التراث الموسيقي العربي التي تتفرد وتشتهر بها حلب.
- أسماء الله الحسنى: مع عبد الرحمن آل رشي، منى واصف وزيناتي قدسية.
- المسلسل الإذاعي (زرياب).
- لحّن صباح فخري وغنى الجيّد من القصائد العربية، حيث غنى لأبي الطيب المتنبي - أبو فراس الحمداني - مسكين الدارمي - كما غنى لابن الفارض والروّاس - ابن زيدون - ابن زهر الأندلسي - ولسان الدين الخطيب. كما لحّن وغنى لشعراء معاصرين مثل: فؤاد اليازجي - إنطوان شعراوي - د. جلال الدهان - ود. عبد العزيز محي الدين الخوجه - عبد الباسط الصوفي - عبد الرحيم محمود - فيض الله الغادري - عبد الكريم الحيدري.
- غنى في كثير من المهرجانات: سوريا (تدمر - الأغنية السورية - المحبّة وغيرها)، الأردن (جرش - شبيب - الفحيص)، لبنان (بيت الدين - عنجر - عالية)، العراق (مهرجان الربيع في الموصل عام 1979 ولعدّة سنوات)، تونس (قرطاج - سوسه - حلق الواد - الحمامات - صفاقس - القيروان)، المغرب (فاس)، مصر (مهرجان الموسيقا العربية)، فرنسا (مهرجان الموسيقا الشرقية في نانتير)، قطر (مهرجان الثقافة)، الكويت (مهرجان الڤرين الثقافي).

## علامات فارقة
- من إنتاجه في الأسواق /5/ أسطوانات كبيرة دورة /33/ و/20/ كاسيت صوت مدّة ساعة، وإلى جانب عدد كبير من الأسطوانات والكاسيتات المطبوعة بشكل غير قانوني.
- ضرب أكبر رقم قياسي من خلال غنائه على المسرح مدّة تتجاوز عشر ساعات متواصلة دون استراحة في مدينة كاراكاس الفنزولية عام 1968 م.[5]
- تقديراً لفنه الراقي وأصالته أقيمت له في مصر عام 1997 جمعية فنية تضم محبيه ومريديه أُشهِرَت تحت رقم /1319/ وهي أول جمعية رسمية من نوعها تقام لفنان غير مصري.
- قدمت رسالة الأستاذية في العلوم الموسيقية الوحيدة في العالم والمنجزة في تونس حول المطرب السوري الكبير صباح فخري والموجودة بمكتبة المعهد العالي للموسيقى بتونس: - إلياس بودن، صباح فخري: مسيرته الفنيّة وإسهامه في تواصل وترسيخ التّراث الغنائي العربي وتحليل لنموذج من أعماله " قصيدة قل للمليحة في الخمار الأسود"، رسالة شهادة الأستاذية في الموسيقى والعلوم الموسيقية، تونس، المعهد العالي للموسيقى بتونس، تأطير د. محمد عبيد، 2004، 100 ص. مع ملاحظة حسن جدا مع شكر أعضاء اللجنة.

## مناصبه
- نقيب الفنانين في سوريا لأكثر من مرّة قدّم خلالها خدمات جليلة للنقابة وأعضائها.
- نائب رئيس اتحاد الفنانين العرب وكان له دوراً بارزاً في الاتحاد.
- انتُخِبَ عضواً في مجلس الشعب السوري في دورته التشريعية السابعة لعام 1998 استكمالاً لدوره الريادي الفني والقومي.
- عضو في اللجنة العليا لمهرجان المحبة في اللاذقية.
- عضو في اللجنة العليا لمهرجان الأغنية السورية ومديراً عاماً للمهرجان الأول والثامن.

## وفاته
توفي صباح فخري في 27 من ربيع الأول 1443هـ الموافق 2 نوفمبر 2021م، عن عمر ناهز 88 عامًا، وقد نعَتْه نقابة الفنانين في سوريا.

## روابط خارجية
- صباح فخري على موقع ميوزك برينز (الإنجليزية)
- صباح فخري على موقع ديسكوغز (الإنجليزية)